# Organisation de producteurs
Une organisation de producteurs (OP) ou groupement de producteurs est constitué à l’initiative d’un ensemble d’agriculteurs assurant une même production et qui se regroupent dans l’objectif de mutualiser leurs moyens afin de rééquilibrer les relations commerciales qu’ils entretiennent avec les acteurs économiques de l’aval de leur filière. En France, ces organisations de producteurs sont codifiées aujourd'hui sous les articles L. 551-1 à L. 551-8 du Code rural et de la pêche maritime.

## Historique
Les organisations de producteurs françaises ont vu le jour au début des années 1960, à la suite de la loi d'orientation agricole du 5 août 1960 et l'importance de leur rôle a été rappelée à chaque nouvelle loi. Elles ont notamment pour mission de garantir l'organisation pérenne de la production, de valoriser les productions, de renforcer l'organisation commerciale, de mener des actions de promotion... Les OP peuvent donc être corporatives voire identitaires, ou offensives et commerciales afin de permettre un partage de la valeur ajoutée satisfaisant pour les producteurs.
Avec le temps, ce type d’organisation a connu des évolutions très différentes selon les secteurs. Dans les grandes cultures, les OP n’existent pas alors que la coopération détient des parts de marché importantes. Dans le secteur de la viande bovine, des « OP non commerciales », c’est-à-dire permettant de ne pas mettre en commun la vente de produits, ont été autorisées et se sont développées à côté des « OP commerciales ». Enfin dans le secteur des fruits et légumes frais, l’OCM réformée en 2008, conditionne les aides communautaires à l’appartenance à une OP reconnue par les pouvoirs publics, qui doit comprendre l’obligation de commercialiser (sauf exceptions) la totalité de la production des adhérents à l’OP. 
Avec entre autres la diminution de l’intervention publique sur les marchés agricoles, la nature des relations entre l’amont et l’aval agricole a beaucoup évolué. Pour en tenir compte, la loi de modernisation de l’agriculture de 2010 a instauré de nouvelles règles et organisé en la privilégiant la passation de contrats.
En avril 2018, un décret adapte les dispositions françaises régissant les organisations de producteurs, les associations d'organisations de producteurs et les groupements de producteurs à la réglementation européenne et à la partie législative du code rural et de la pêche maritime, modifiée par l'ordonnance n° 2015-1248 du 7 octobre 2015. Il procède notamment à une clarification des réglementations applicables aux organisations de producteurs et aux associations d'organisations de producteurs reconnues dans les secteurs couverts par l'organisation commune des marchés et ceux qui ne sont pas couverts par le droit européen,.  
En juillet 2020, la Direction générale de la Concurrence, de la Consommation et de la Répression des fraudes (DGCCRF) publie un guide pratique pour permettre aux interprofessions et aux organisations de producteurs de mieux appréhender les règles liées à la concurrence en agriculture et les possibilités de dérogations. Ce guide constitue un outil  d'accompagnement à l'application de loi Egalim.  

## Les missions
Les organisations de producteurs peuvent avoir notamment pour objet la valorisation de la production agricole ou forestière de leurs membres, le renforcement de l’organisation commerciale des producteurs ou encore l’organisation et la pérennisation de la production sur un territoire déterminé. Il s’agit également de renforcer la capacité de négociation des producteurs agricoles dans le cadre strict du respect du droit de la concurrence.
Ainsi, les OP peuvent avoir deux grandes catégories de fonction :
- la définition de règles pour adapter l’offre à la demande, instaurer une transparence des transactions, mettre en œuvre la traçabilité et promouvoir des méthodes de production respectueuse de l’environnement ;
- la commercialisation en totalité ou en partie de la production de leurs membres ou la mise à disposition de leurs membres des moyens nécessaires à la commercialisation de leur production.

## Les formes d'organisations de producteurs
Pour être reconnue, une OP doit justifier d’une activité économique suffisante et être capable d’exercer effectivement les activités qui lui sont confiées par ses membres. Ainsi, pour chaque secteur, les pouvoirs publics ont fixé des seuils de reconnaissance, basés sur le nombre de producteurs ou encore sur la valeur de la production commercialisée, que l’OP doit obligatoirement atteindre pour être reconnue. 
Plusieurs formes juridiques d'organisation peuvent demander leur reconnaissance en tant qu'OP : une société coopérative agricole, une union de coopératives agricoles, une société d’intérêt collectif agricole, une association loi de 1901, une société commerciale ou un groupement d’intérêt économique.
Il existe deux catégories d'OP :
- les OP dites avec transfert de propriété ou OP commerciales qui vendent en tant que propriétaire la production de ses adhérents, laquelle a fait l'objet d'un transfert de propriété à son bénéfice
- les OP dites sans transfert de propriété  ou OP non commerciale qui organisent la mise en marché des productions des adhérents auprès des acheteurs ou qui agissent comme mandataire pour la commercialisation des productions de leurs adhérents pour tout ou partie de leur production (via mandat écrit et non cessible)[12].

## Les organisations de producteurs du secteur forestier
Dans le domaine forestier les dispositions sont inscrites dans les articles D552-3 à D552-6 du Code rural et de la pêche maritime. Une OP forestière agréée sur un territoire mentionné à l'arrêté (régions, départements) doit, à ce titre, réaliser plus de 70 % de son activité dans les opérations sylvicoles ou la vente de bois. Elle doit aussi écouler, sur le marché, au moins 50 000 m3 de bois par an (sauf exception), dont la moitié ou plus l’est par des contrats d’approvisionnement. Le statut d’organisation de producteurs confère aux membres un accès facilité aux aides publiques, ainsi que des avantages fiscaux.
La France compte une dizaine de coopératives forestières reconnues organisations de producteurs.

## Les associations d'organisations de producteurs (AOP)
La réglementation prévoit la possibilité de créer des associations d'organisations de producteurs (AOP). 
La première AOP nationale a été reconnue dans le secteur des fruits en légumes en 2008.

## Les organisations de producteurs dans le monde
La FAO reconnait le rôle crucial que jouent des coopératives et organisations de producteurs inclusives et efficientes pour soutenir les petits producteurs agricoles ainsi que les groupes vulnérables comme les jeunes et les femmes. Elles aident les petits producteurs économiquement et socialement, tout en créant des emplois ruraux durables grâce à des modèles d’entreprises résistants aux chocs économiques et environnementaux.